# جنديان

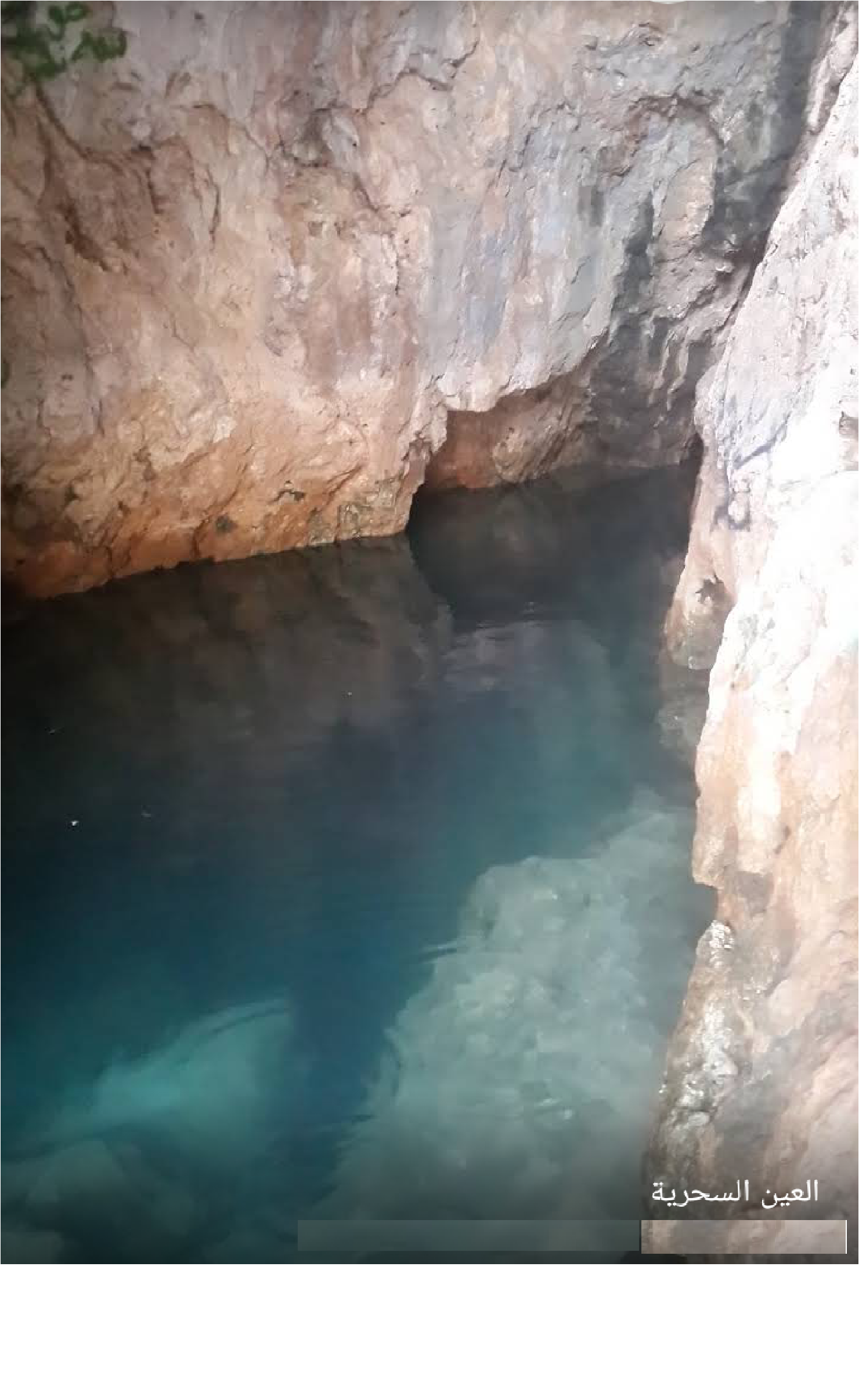

جنديان هو مصيف شلالات يقع في محافظة أربيل في كردستان العراق، يبعد 112 كلم شمال شرق مدينة أربيل ويقع بين مدينتي راوندوز و جومان على جبل هندرين.